# Андреа, Жан-Батист
Жан-Батист Андреа (фр. Jean-Baptiste Andrea; род. 4 апреля 1971, Сен-Жермен-ан-Ле) — французский писатель, сценарист и кинорежиссёр, лауреат Гонкуровской премии 2023 года.

## Биография
Родился 4 апреля 1971 года в Сен-Жермен-ан-Ле, провёл детство в Каннах, где учился в частном католическом учебном заведении — институте Станислава. Окончил Институт политических исследований (Париж) и Высшую школу коммерции.
В литературном мире Жан-Батист Андреа получил репутацию чужака — творческую карьеру он начал в кинематографе как сценарист и режиссёр, только в 45 лет взялся писать романы. Действие первых трёх его текстов развивается в замкнутом пространстве, «за закрытыми дверьми».
Роман «Относитесь к ней внимательно» (Veiller sur elle) увидел свет в издательстве L'Iconoclaste, он рассказывает историю отношений талантливого, но бедного скульптора Мимо и аристократки Виолы Орсини в фашистской Италии (премия торговой сети Fnac за лучший роман).
7 ноября 2023 года роман Жан-Батиста Андреа «Относитесь к ней внимательно» удостоен Гонкуровской премии.

## Фильмография
| Год  | Название         | Оригинальное название   | Примечание | Роль      | Роль      | Роль     |
| Год  | Название         | Оригинальное название   | Примечание | Режиссёр  | Сценарист | Продюсер |
| ---- | ---------------- | ----------------------- | ---------- | --------- | --------- | -------- |
| 2003 | Тупик            | Dead End                |            | зелёная ✓ | зелёная ✓ |          |
| 2006 | Полный облом     | Big Nothing             |            | зелёная ✓ | зелёная ✓ |          |
| 2007 | Чёртов мобильник | Hellphone               |            |           | зелёная ✓ |          |
| 2013 | Братство слёз    | La Confrérie des larmes |            | зелёная ✓ | зелёная ✓ |          |
| 2022 | Король-львёнок   | King                    |            |           | зелёная ✓ |          |